# Daniel Wyder
Daniel Wyder (Wädenswil, 15 de febrero de 1962) es un deportista suizo que compitió en ciclismo en las modalidades de pista, especialista en las pruebas de puntuación y madison, y ruta.
Ganó una medalla de oro en el Campeonato Mundial de Ciclismo en Pista de 1988 y una medalla de plata en el Campeonato Europeo de Madison de 1989.

## Medallero internacional
| Campeonato Mundial | Campeonato Mundial | Campeonato Mundial | Campeonato Mundial |
| Año                | Lugar              | Medalla            | Competición        |
| ------------------ | ------------------ | ------------------ | ------------------ |
| 1988               | Gante ( Bélgica)   | Medalla de oro     | Puntuación (P)     |
| Campeonato Europeo |                    |                    |                    |
| Año                | Lugar              | Medalla            | Competición        |
| 1989               | Gante ( Bélgica)   | Medalla de plata   | Madison            |

1. ↑  Campeonato Europeo realizado sólo para la disciplina de madison.